# Stephanotis
Stephanotis là chi thực vật có hoa trong họ Apocynaceae.

## Các loài
- Stephanotis acuminata Brongn., 1837 - Madagascar
- Stephanotis floribunda C.Morren, 1835 - Madagascar
- Stephanotis grandiflora Decne., 1844 - Madagascar
- Stephanotis thouarsii Brongn., 1837 - Madagascar

### Chuyển đi
- S. japonica Makino ex Nakai, 1924 = Jasminanthes mucronata (Blanco) W.D.Stevens & P.T.Li, 1995
- S. longiflora (A.Rich.) M.Gómez, 1894 = Marsdenia longiflora A.Rich., 1850
- S. lutchuensis Koidz., 1916 = Jasminanthes mucronata (Blanco) W.D.Stevens & P.T.Li, 1995
- S. nana P.T.Li, 1983 = Marsdenia stenantha Hand.-Mazz., 1936
- S. parviflora Ridl., 1911 = Marsdenia ridleyi P.I.Forst., 1995
- S. vincaeflora (Griseb.) M.Gómez, 1894 = Marsdenia vinciflora Griseb., 1866
- S. yunnanensis H.Lév., 1915 = Marsdenia stenantha Hand.-Mazz., 1936

## Hình ảnh

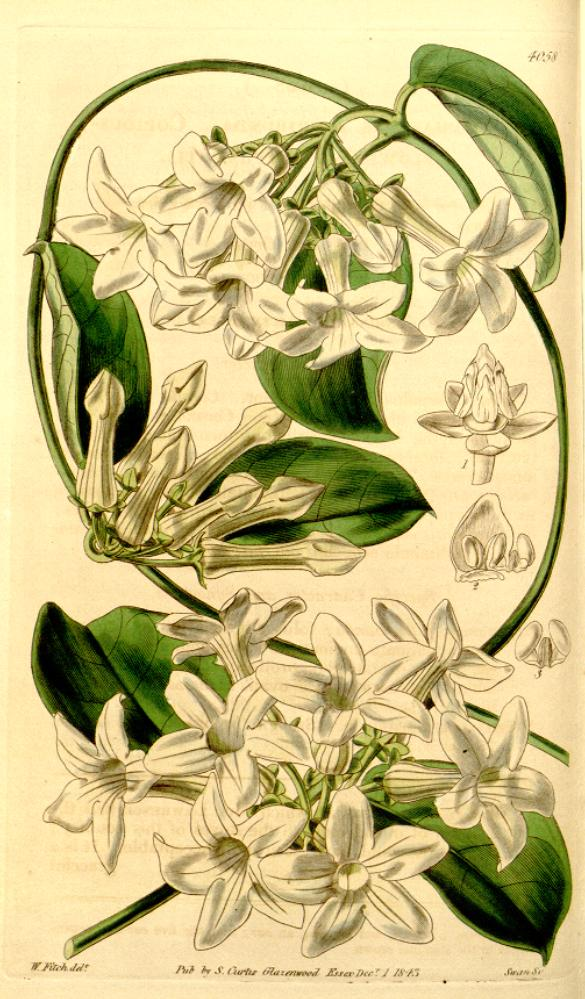
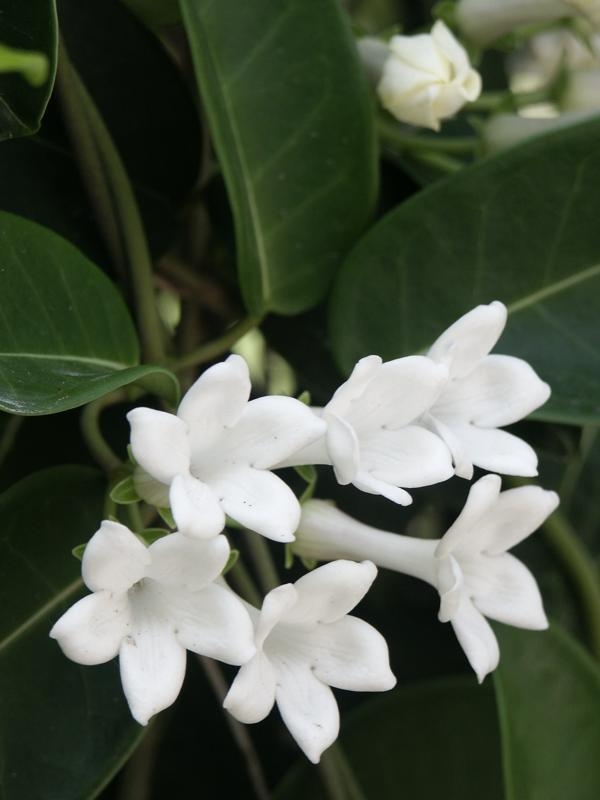
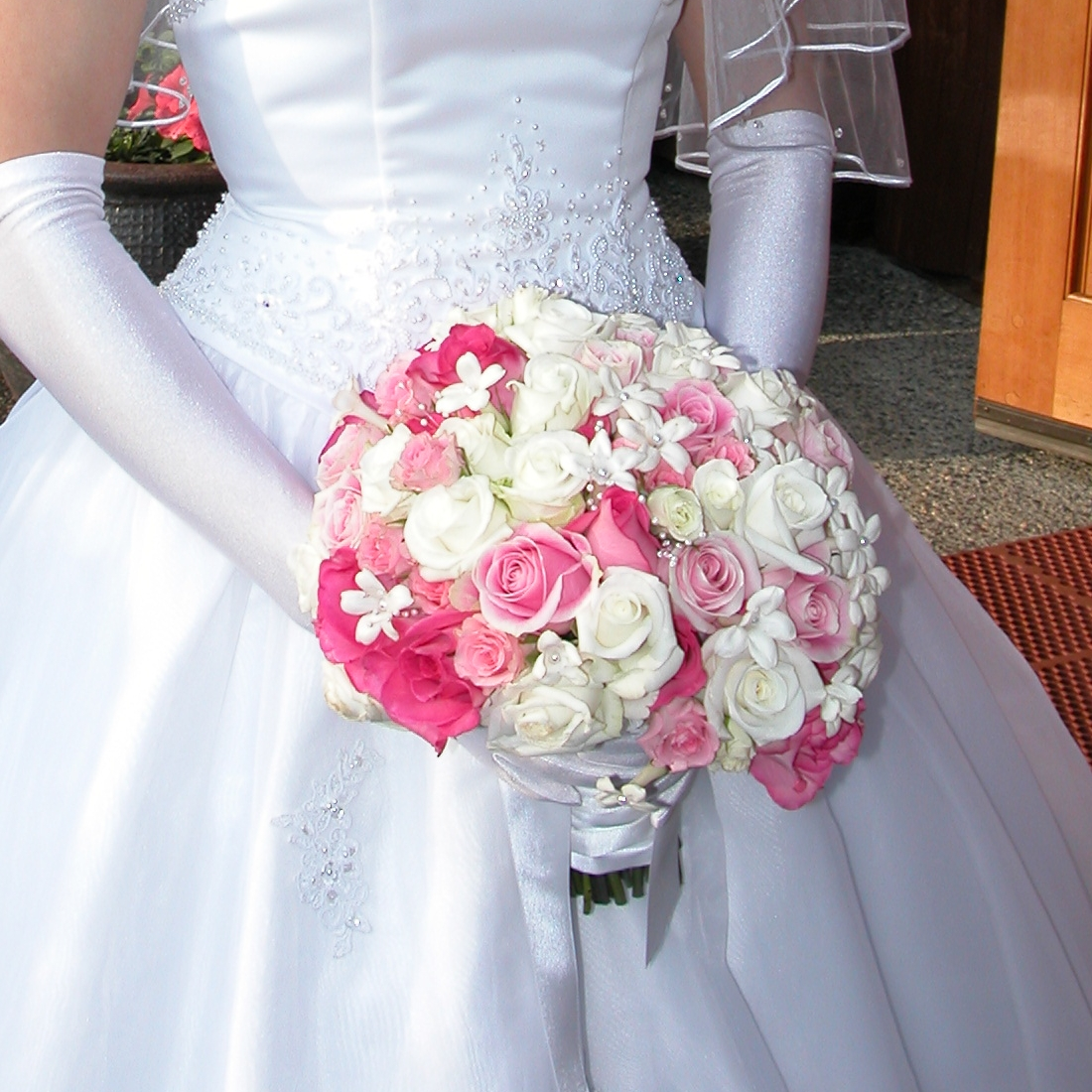
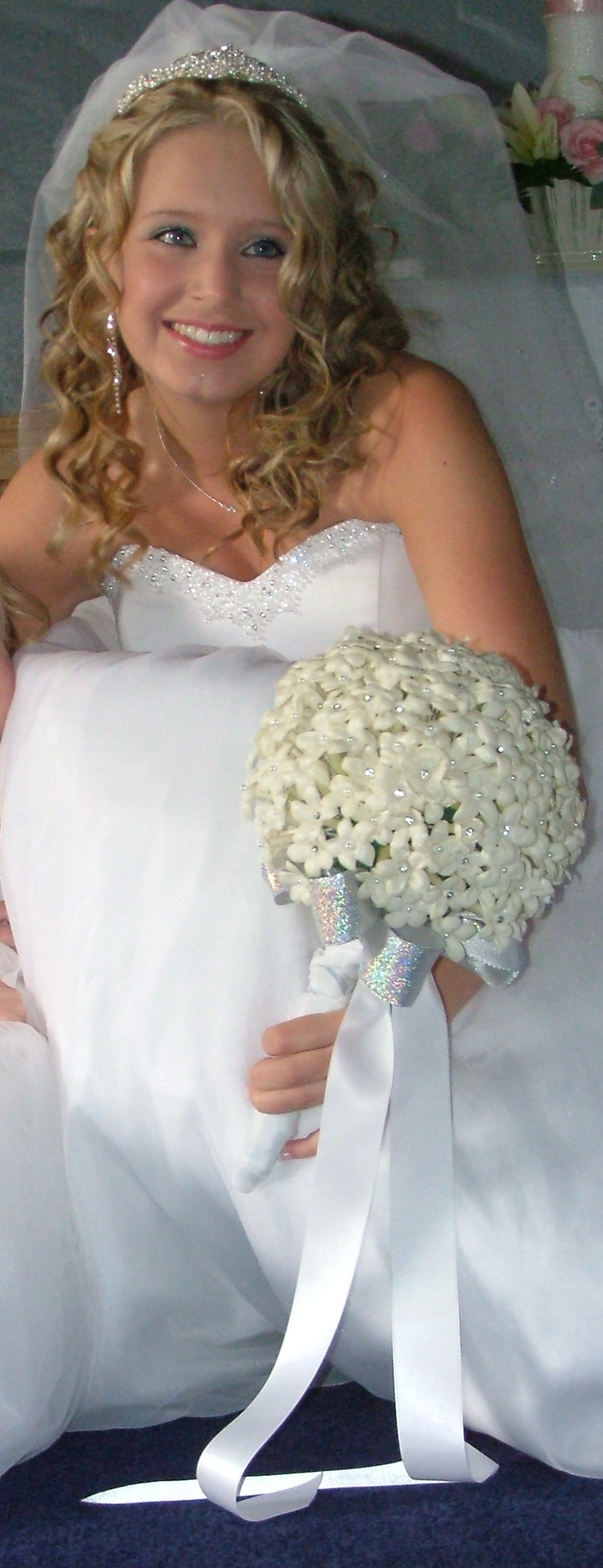